# Shadow of the Colossus (videojuego de 2018)
Shadow of the Colossus (ワンダと巨像 Wanda to Kyozō?, lit. «Wander y el coloso») es un videojuego perteneciente al género de acción y aventura desarrollado por la empresa Bluepoint Games y publicado por Sony Interactive Entertainment exclusivamente para la consola PlayStation 4. Es un remake del juego original publicado para la consola PlayStation 2, que utiliza activos artísticos de alta definición. Fue dirigido por la empresa Bluepoint, quien previamente había desarrollado la remasterización para PlayStation 3, con la asistencia de SIE Japan Studio. Los desarrolladores rehicieron toda la data del juego desde cero, pero manteniendo la misma jugabilidad general del título original, aparte de la introducción de un nuevo esquema de control.
La trama general del videojuego también se mantiene, en la que un joven conocido únicamente como Wander (del inglés wanderer, (‘vagabundo’), que debe viajar a caballo a través de un vasto territorio y derrotar a 16 gigantes, conocidos colectivamente como «Colossi» («colosos» en español) para devolver la vida a una joven llamada Mono. No hay cambio respecto a la entrega original siendo un juego de acción-aventura en el que no hay pueblos o calabozos para explorar, personajes con los que interactuar y no hay otros enemigos a los que enfrentarse aparte de los colosos, de la misma manera que en Shadow of the Colossus.
El videojuego fue anunciado en la conferencia de Sony de la E3 del año 2017 fue anunciada una adaptación exclusiva para PlayStation 4 del juego con gráficos renovados y mejoras en el rendimiento desarrollado por Bluepoint Games, responsables de otras remasterizaciones como God of War: Collection para PlayStation 3 o el más reciente Uncharted: The Nathan Drake Collection. Este anuncio vino acompañado de una fecha de salida prevista para el 2018.
Tras su lanzamiento, Shadow of the Colossus recibió la aclamación de los críticos; los revisores lo elogiaron por preservar la sensación del juego original mientras mejoraba enormemente los gráficos, el rendimiento y la actualización de los esquemas de control, y fue aclamado por muchos como uno de los mejores remakes de videojuegos jamás realizado.

## Jugabilidad
La jugabilidad es similar a la versión original de Shadow of the Colossus, de acuerdo con las visualizaciones de jugabilidad previas. La progresión a través de Shadow of the Colossus ocurre en ciclos. Comenzando en un punto central de un paisaje, el jugador busca y derrota a un coloso, y luego regresa al punto central para repetir el proceso. La mayoría de los colosos están ubicados en áreas remotas, como en lo alto de acantilados o dentro de estructuras antiguas.
Los jugadores podrán elegir entre varias opciones cuando jueguen. En una Playstation 4 estándar, podrán jugar a 40 fotogramas por segundo. En una PlayStation 4 Pro, podrán reproducir a una resolución de 4K a 30 fotogramas por segundo o a 60 fotogramas por segundo a una resolución de 1080p.

## Desarrollo
Sony anunció una Nueva versión de Shadow of the Colossus para la PlayStation 4 durante su conferencia de prensa en la Electronic Entertainment Expo 2017. Será lanzado el 6 de febrero de 2018. La nueva versión está dirigido por Bluepoint, quien desarrolló la anterior remasterización de PlayStation 3. La idea de una Nueva versión vino después de una conversación que tuvieron los desarrolladores de Bluepoint. Querían crear una nueva versión definitiva del juego original, y después de hablar con amigos en Sony Japón, estaban en la misma página que Bluepoint. El productor de Bluepoint Randall Lowe y el director técnico Peter Dalton dijeron en una entrevista con Game Informer que el Shadow of the Colossus está en la lista de los 5 mejores videojuegos de todos los tiempos de sus empleados.
Los desarrolladores rehicieron toda la data básica del juego desde cero, pero el videojuego conserva el mismo esquema del título original, junto con la introducción de un nuevo esquema de controles. El juego usa el código base original del juego PlayStation 2. El personal de arte utilizó la PlayStation 2 para crear paridad con la versión de PlayStation 4.

## Lanzamiento
El videojuego fue lanzado el 6 de febrero de 2018 en América del Norte, el 7 de febrero en Europa, Australia y Nueva Zelanda, y el 8 de febrero en Japón.

## Recepción

### Crítica
Shadow of the Colossus recibió críticas generalmente positivas de parte de los críticos especializados, consiguiendo una calificación promedio de 91 sobre 100 en Metacritic, una página web de reseñas.
El puntaje fue 10/10 de Brett Makedonski en Destructoid afirmaba que "no es perfecto, ya que nada lo es, pero se acercó lo más posible a ser El nuevo líder a vencer en un género dado."
El puntaje de Nick Plessas de 8.5 / 10 en Electronic Gaming Monthly dice que "Los remakes pueden parecer la fruta más fácil del desarrollo de videojuegos, pero Bluepoint le hace justicia a Shadow of the Colossus con una evolución del juego clásico que mejora la experiencia general mientras mantiene su espíritu familiar".
Tom Hurley de GamesRadar le dio al juego una puntuación de 4 de 5 estrellas diciendo que "es un gran remasterizado y un juego 'nuevo' agradable en sí mismo que te lleva a un viaje de la misma manera en que pocas cosas pueden hacerlo".
9.7/10 fue el puntaje de Marty Sliva en IGN y dijo "Shadow of the Colossus en PS4 es un impresionante regreso al clásico que nos cautivó en 2005".

### Ventas
El juego logró vender más de 21,900 copias en la PlayStation 4 dentro de su primera semana de ventas solo en Japón, lo que lo colocó en el segundo lugar en el cuadro de ventas de todos los formatos.